# Go-Momozono
Go-Momozono (jap. 後桃園天皇 Go-Momozono tennō; ur. 5 sierpnia 1758, zm. 16 grudnia 1779) − 118. cesarz Japonii. Panował w latach 1771–1779. Jego własne imię brzmiało Hidehito (英仁). Był pierworodnym synem cesarza Momozono.
Urodził się 5 sierpnia 1758. W wieku 10 lat, w 1768, został mianowany następcą tronu. 9 stycznia 1771 jego ciotka, cesarzowa Go-Sakuramachi, abdykowała na jego rzecz. 23 maja 1771, w wieku 13 lat, został intronizowany. Jego życie było trudne, ustawicznie chorował. Zmarł w wieku 21 lat.
Go-Momozono miał jedną żonę, damę dworu o imieniu Konoe i tylko jedno dziecko - córkę, księżniczkę Kinko. Z tego powodu na łożu śmierci adoptował syna swojego dalekiego kuzyna Sukehito, o imieniu Morohito. Został on później cesarzem Kōkaku.